# 地球テレビ エル・ムンド
『エル・ムンド』は、NHK BS1で2013年4月から2014年3月まで放送された教養・情報番組である。本項では、2011年4月1日から2013年3月まで放送した本番組の前身『地球テレビ エル・ムンド』（ちきゅう- ）についても扱う。

## 概要
近年、日本の企業においても世界的な視野での経営を進める企業が増えつつある中、その世界を相手に生きるビジネスマンがリラックスして世界のトレンドや文化に触れてもらえるような内容の情報・教養番組である。2011年4月1日から放送拡充をした国際ニュース番組「ワールドWave」からのスピンオフ（派生）作品である。エル・ムンドとは、スペイン語で「世界」の意味である。
初年度となる2011年度の放送時間は、祝日・大型連休（ゴールデンウィーク・お盆・年末年始）を除く平日（月曜から金曜）23時から23時50分の生放送で、毎回海外在住の日本人へのインタビューや世界各国の風土、歴史、文化、トレンドの最新情報などを提供する。この普段の放送以外に、しばしばスペシャル版が編成・放送されることもあり、例えば2011年度には「正月スペシャル」版、あるいは年度末となる2012年3月末には、各曜日の1年間の放送を振り返る「ベスト・セレクション」が曜日ごとに放送された。
2年目の2012年度からは、レギュラーメンバーの交代および曜日の移動があったほか、放送日が毎週月曜から木曜に変更された（金曜が休止）。帯放送は2013年3月18日で終了となり、同4月7日からは毎週1回・日曜21時台の新番組「エル・ムンド」（詳細後述）として再スタートした。

## 出演者
パーソナリティ
- アンドレア・ポンピリオ（ジャーナリスト、イベントプロデューサー）

曜日レギュラー
毎日日替わりで2 - 3名程度のレギュラーメンバーが加わってポンピリオと共に番組に携わるスタイルである。
- 2011年度
  - 月曜日：RENA（モデル・タレント）、松本大（マネックス証券CEO）、尾島和雄（日経BPヒット総合研究所所長）
  - 火曜日：シャウラ（モデル）、中村孝則（コラムニスト）
  - 水曜日：マギー（モデル）、鎧塚俊彦（パティシエ）、池田美樹（書籍編集者）
  - 木曜日：リマ（モデル）、山田五郎（編集者・美術評論家）
  - 金曜日：シャンティ・スナイダー（シンガーソングライター）、成澤由浩（シェフ）

- 2012年度
  - 月曜日：メイ・パクディ（モデル）、鎧塚俊彦（水曜日より移動）、尾島和雄、冨倉由樹央（クーリエ・ジャポン編集長）
  - 火曜日：比嘉バービィ（モデル）、中村孝則、松本大（月曜日より移動）
  - 水曜日：マギー、池田美樹、成澤由浩（金曜日より移動）
  - 木曜日：マリー（モデル）、山田五郎

- 2013年度
  - 日曜日：マギー、山田五郎

ナレーション
- TARAKO（声優）

バーテンダー
エル・ムンドでは、毎回番組の中盤にバーテンダーが登場し、その日ごとにテーマを決めてアルコールを振る舞う。
- 富田晶子（フレアバーテンダー、2011年度より出演。木曜日以外を担当）
- 島田武清（バーテンダー、2011年度より出演。木曜レギュラー）
- 新井洋史（バーテンダー、2012年度より月曜日に隔週で出演）
- 山田高史（バーテンダー、2012年10月15日に初出演）

## 主な出来事
2011年
- 12月
  - 19日から22日まで：ウィンタースペシャルとして、「生活体験部　ネパール編」「エル・ムンド自転車探検部　スリランカの旅、スロバキアの旅」「COOK IT RAW in 石川　～世界のトップシェフが大地に挑んだ４日間～」が編集の形で放送された。
  - 23日：全曜日のレギュラー出演者の総出演に加え、これまで出演した一部のトークゲストも加わった「エル・ムンド Chrismas Special 2011」が100分拡大版として生放送で放送された。またRENAがスタジオではなく東日本大震災の被災地となった福島県南相馬市から、リマが母国であるブラジルから映像生中継による出演となった。

2012年
- 3月
  - 12日から15日まで：「シリーズ震災からの復興」と題し、日替わりで東日本大震災にまつわるゲストが出演した。またその為か、番組冒頭の曜日レギュラーによる挨拶も、通常の「Stay with us and enjoy」ではなく「Stay with us」のみで、生演奏によるBGMも無かった。
  - 16日、及び19日から22日まで：傑作選として、一年間を振り返るダイジェストが放送された。この為、生放送ではなく収録されたものだった。またこの放送をもって、マギー以外の一年目の曜日レギュラーが卒業をするか、続投者は曜日移動した。また3月16日放送をもって金曜日は終了となった。
- 6月
  - 22日：この日は金曜日のため通常は休みだが、BS1スペシャル「ロンドン五輪を1000倍楽しもう」として、本番組のセットをそのまま使用し、ポンピリオと水曜レギュラーのマギーがMCに、木曜レギュラーの山田及び木曜バーテンダーの島田に加え、土田晃之等も出演した[4]。
- 11月
  - 1日：番組改編期等を除いて通常は全て生放送で放送されるが、この日は10月31日に収録されたものが撮って出しの形で放送された。内容は通常の放送と全く同じものである。
  - 5日：出演する予定であったマッコイ・タイナーがハリケーン・サンディの影響で日本到着が遅れ、出演が出来なくなった。代わりに水谷川優子が急遽ゲストとして出演した。
  - 5日から8日まで："BAND OF THE WEEK"は、サラ・オレインである。
- 12月
  - 12日から18日まで：通常は番組改編期に当たる3月に放送される総集編（ベストセレクション）が生放送ではなく収録・編集の形で放送された。
  - 20日：火曜日であるこの日は夏に放送された「生活体験部 笑顔の国 ツバル 完全版」の再放送となった。また前日月曜日の放送が無かった。
  - 24日・25日：月曜日と火曜日に当たるこの二日間は、24日が水曜日レギュラーの成澤由浩による「成澤由浩のイタリア スローフード紀行」が、25日には9月10日から14日まで通常のレギュラー放送内で特集された講談師の神田山陽による「自転車探検部インドネシア編」の総集編が、それぞれ編集の形で放送された。
  - 26日・27日：「エルムンドin OKINAWA」と題し、沖縄県宜野湾市のラグナガーデンホテルにおいて事前に公開収録されたものが二日間に渡りそれぞれ第一夜、第二夜として放送された。また27日を持って年内の放送が全て終わった。

2013年
- 1月
  - 3日、及び7日から10日まで：年始の為、これまで通常オンエア内で放送された特集やコーナーを編集した傑作選が放送された。尚、2013年度の通常放送は、翌週の月曜日が成人の日で各番組が休日編成となった為、火曜日の15日からとなった。
  - 21日：放送途中でアルジェリア人質事件のニュースが入りそのまま中止。その後、土曜日の26日に改めて放送された。
- 2月
  - 12日から14日まで：「ニューヨークスペシャル」と題し、火曜日の初日はグランド・セントラル駅から生中継、続く2日間は現地でロケを行った映像を編集の上、放送された。また普段は番組内のコーナー「EL MUNDO REPORT」において現地から中継レポートを行うはな・バーンズが、ポンピリオのパートナーとして司会進行を務めた。
- 3月
  - 11日から14日まで：視聴者からのリクエストをもとに構成された総集編となり、初日から順に「震災と向き合った人々」「世界一周”食”の旅」「エンタメＡ　ｔｏ　Ｚ」「アートとファッション」と、各曜日ごとにテーマが決められ、それぞれにまつわる過去の名場面が紹介される。
  - 18日：この日の放送を持って平日夜の放送が全て終了となった。また新番組名（「地球テレビ」が無くなる）と番組ロゴの変更、そして司会のポンピリオ他、これまで水曜日レギュラーだったマギーと木曜日レギュラーだった山田五郎が4月より引き続きレギュラーとして出演する事が発表された。
- 6月
  - 8日・9日：「エル・ムンドin北海道」として2夜連続放送した。土曜（“外国人が作り上げた町”ニセコ）は8日19時から50分、日曜（食の宝庫、北海道!）は通常時間帯で放送された。
- 8月
  - 11日：「エル・ムンド NYスペシャル」として、MCのポンピリオはニューヨークのセントラルパークからの出演（山田・マギーは休み）。「EL MUNDO REPORT」で出演したはな・バーンズもアシスタントとして参加した。バーテンダーは地元ニューヨークの女性バーテンダーを起用した。Part1は「ニューヨーカー流！夏の楽しみかた」として21時から、途中BSニュースを挟み、22時からは「市民の市民による公園」を放送した。
- 10月
  - 14日：2012年度まで本番組の一コーナーだった「自転車探検部」が「世界自転車探検部」として独立した。14日22:00 - 22:49にトルコ編が放送された。出演は神田山陽であった。ナレーションは本番組同様TARAKOが務めた。
- 11月
  - 4日：11月3日は日本シリーズ第7戦放送のため休止した。その代わりに、4日（月曜）22時からレギュラー版を放送した。
- 12月
  - 21日：「エルムンド・ロンドンスペシャル～進化する紳士淑女の街～」としてスタジオを飛び出してロンドンからの放送（NYスペシャルとは異なり、山田・マギーも出演）であった。これが年内最後の放送となった。途中でBSニュースを挟みつつ1時間49分の拡大放送であった。バーテンダーは、NYの時同様地元ロンドンのバーテンダーを起用した。

2014年
- 2月
  - ソチオリンピック放送のため休止した。
- 3月
  - 2日：この日をもって「地球テレビ エル・ムンド」時代から三年間にわたって放送してきた番組が終了した。番組を20時からの99分最終回拡大スペシャル「ラストメッセージ 未来のカタチ～本当の豊かさとは～」とし、尚かつ生放送で放送された。20時台が「コスタリカとスイス ～人々の自然とのかかわり方～」、途中BSニュースを挟み21時台が「建築と家族から見つめる未来の暮らし」であった。バーテンダーは2013年度を担当した富田・島田の両名が出演した。